# Soussans
Soussans is een gemeente in het Franse departement Gironde (regio Nouvelle-Aquitaine). De plaats maakt deel uit van het arrondissement Lesparre-Médoc. Soussans telde op 1 januari 2022 1.710 inwoners.

## Geografie
De oppervlakte van Soussans bedroeg op 1 januari 2022 13,55 vierkante kilometer; de bevolkingsdichtheid was toen 126,2 inwoners per km².

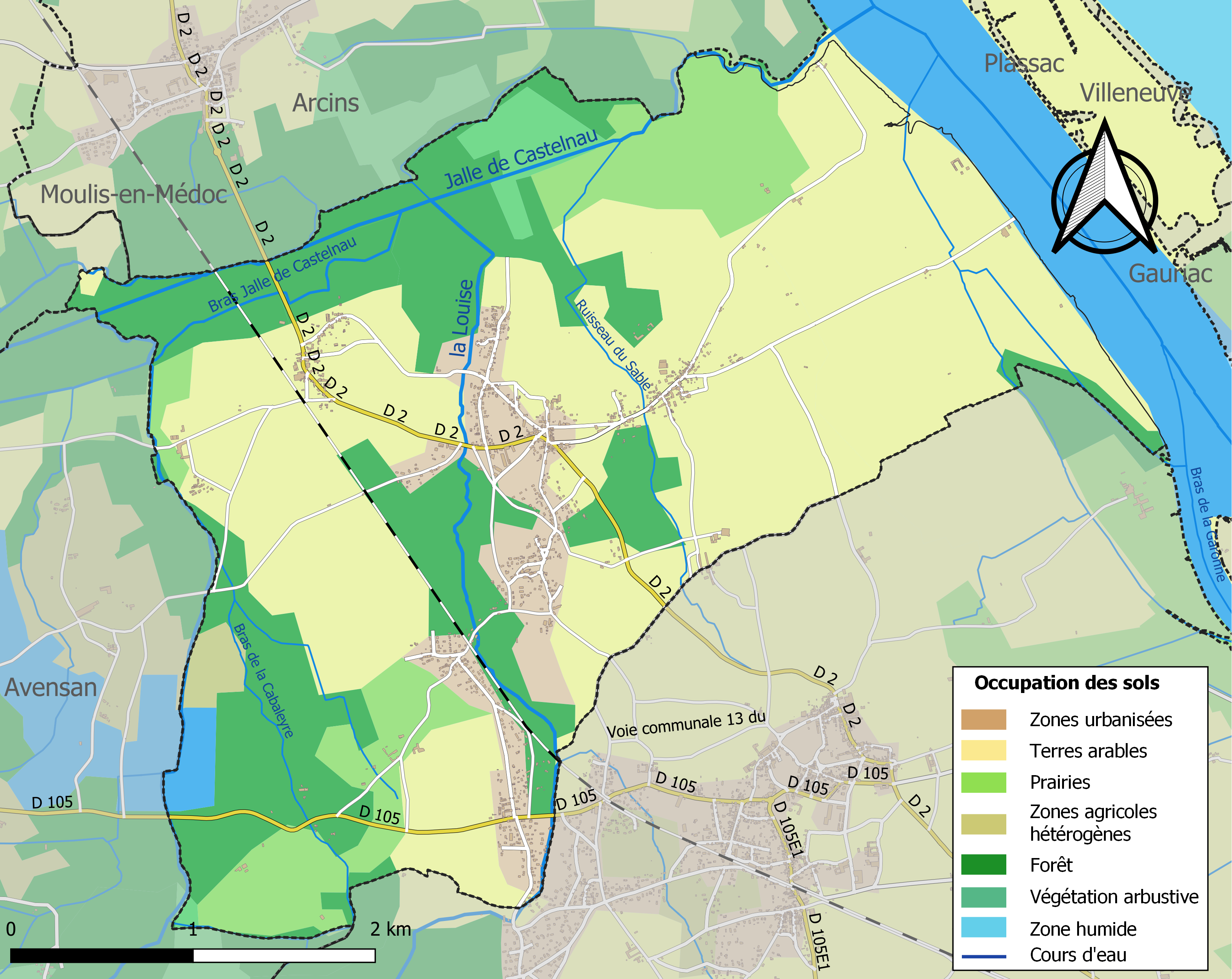
Kaart van de gemeente met belangrijkste infrastructuur, bodemgebruik en omliggende gemeenten

## Demografie
Onderstaande figuur toont het verloop van het inwonertal (bron: INSEE-tellingen).